# Altdeutsche Bierstuben (Oerlinghausen)
Die Altdeutsche Bierstuben sind ein Restaurant und liegen in der Hauptstraße 3 in der lippischen Stadt Oerlinghausen in Nordrhein-Westfalen. Das Bauwerk ist mit der Nummer 13 als Baudenkmal in die städtische Denkmalliste eingetragen.

## Geschichte
Im Jahr 1791 wurde das Haus von einem Oerlinghauser Leinenhändler erbaut. Es gab noch keine Hausnummern, sondern das Gebäude wurde mit Kolonat Nr. 88 bezeichnet. Infolge der wirtschaftlichen Probleme im Leinenhandel richtete der Hausbesitzer 1855 eine Zigarrenfabrik nach dem Vorbild der Zigarrenhersteller in der Stadt Bünde ein. Damit entstand die erste sogenannte Zigarrenbude in Oerlinghausen und löste die Leinenweberei als Haupterwerb der Oerlinghauser Bürger ab. In den 1870er Jahren erreichte die Zigarrenindustrie ihre Blütezeit und um die Jahrhundertwende gab es in Oerlinghausen immerhin noch mehr als hundert Zigarrenhersteller. Allein an der Detmolder Straße lagen vier Zigarrenfabriken, die insgesamt etwa 120 Arbeiter beschäftigten. 1862 meldete der Hausbesitzer Konkurs an. Der Schankwirt Adolf Reuter erwarb das Haus und eröffnete eine Gaststätte. Sein Name ist noch heute an der Hausfront zu lesen. Die ehemalige Zigarrenbude ist Teil des heutigen Restaurants Altdeutsche Bierstuben. Das Haus befindet sich im Besitz der Apothekerfamilie Wachsmut-Melm und wird von der Familie Kubus bewirtschaftet.